# Stenus vacuus
Stenus vacuus är en skalbaggsart som beskrevs av Thomas Casey. Stenus vacuus ingår i släktet Stenus och familjen kortvingar. Inga underarter finns listade i Catalogue of Life.